# Kampong Buangkok

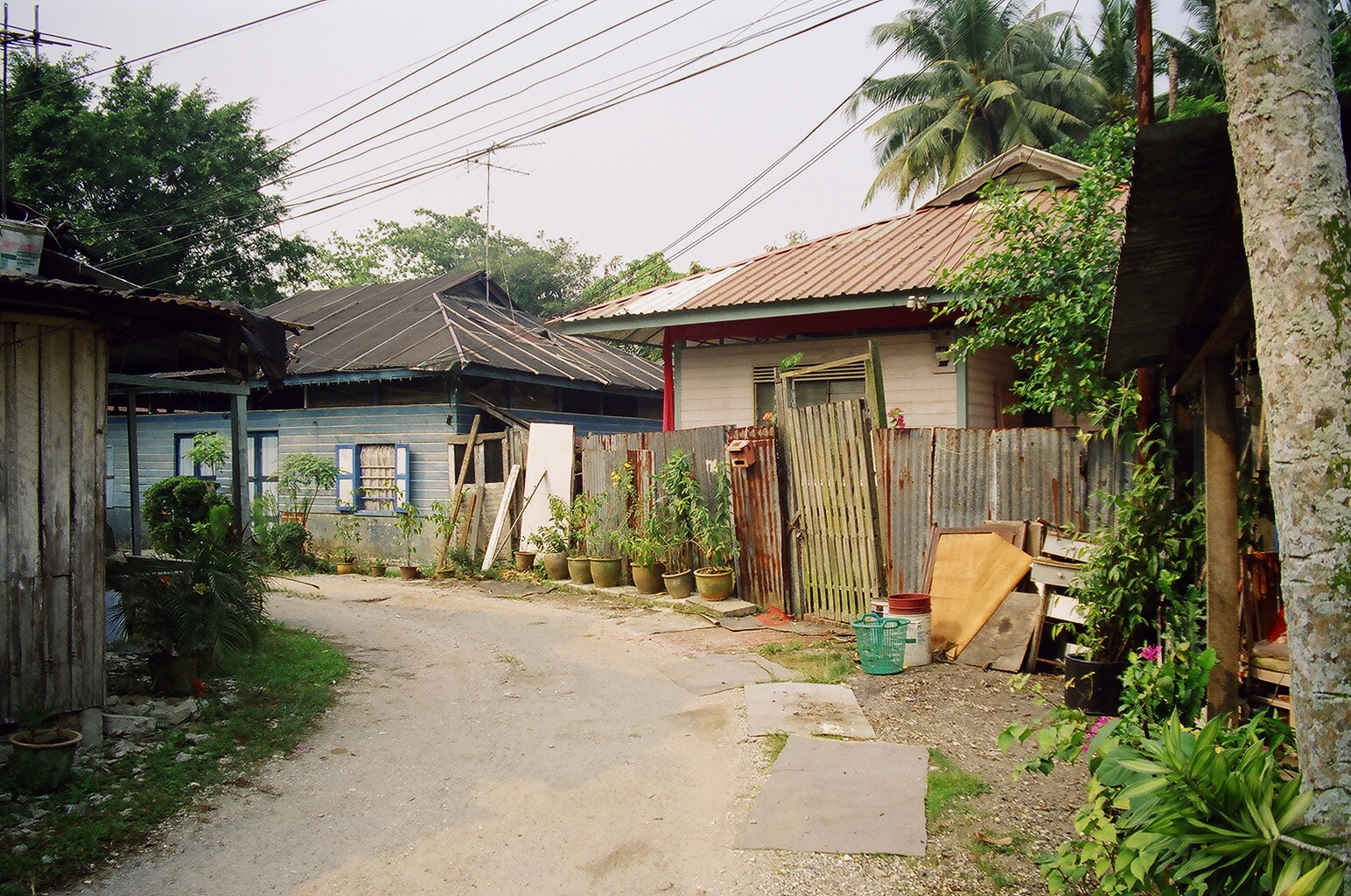
Kampong

Kampong Buangkok est le seul kampong (village) restant à Singapour. Il est composé de 28 maisons. Les autorités projettent de raser le village dans une perspective de développement urbain. Il est situé dans la périphérie de Singapour.
Il fit l'objet d'un film documentaire en 2007.